# Карл Грегор Мекленбургский
Карл Грегор Мекленбургский (Карл Грегор Георг Фридрих Франц; нем. Karl Gregor Georg Friedrich Franz; 14 марта 1933, Ремплин, Мекленбург-Передняя Померания — 23 июля 2018, Хехинген) — немецкий аристократ и историк-музыковед, член Мекленбургского дома. Потомок императора Павла I по отцовской линии.

## Биография

### Происхождение и ранние годы
Карл Грегор Мекленбургский родился 14 марта 1933 года в Ремплине (Мекленбург) в семье Георга Александра Мекленбургского и его супруги Ирины Михайловны Раевской, дочери генерала Михаила Николаевича Раевского и княжны Марии Григорьевны Гагариной. У него было двое старших братьев — Георг Александр (1921—1996), Александр (род и ум. 1922) и старшая сестра Елена (1924—1962). 
В 1940 году замок Ремплин сгорел по причине поджога и княжеская семья переехала в Берлин. 
В феврале 1944 года новый дом был разрушен в ходе авиационных бомбардировок. В 1945 году семья переехала в Зигмаринген, в котором проживали последующие годы.

### Образование
Карл Грегор получил образование в консерватории Циммермана в Констанце. 
В 1960 году поступил в Тюбингенский университет, который окончил в 1964 году со степенью магистра в области истории искусств и музыковедения. В 1968 году получил докторскую степень в области истории искусства.

### Карьера и научная деятельность
Получив докторскую степень, начал работать ассистентом на кафедре истории искусств в Штутгартском университете. Затем он работал в Государственном управлении по сохранению памятников в Тюбингене. Он выступал за то, чтобы некоторые исторические здания Хехингена и Фюрстенгартена были внесены в Книгу памятников. 
С 1974 по 1992 год был директором Епархиального музея в Роттенбург-ам-Неккаре.
Герцог Карл Грегор был автором нескольких изданных книг и статей в журналах, среди которых были книги по истории музыки и публикации, посвящённые защите окружающей среды. В 1963 году совместно с Вальдемаром Шеком издал свою первую книгу «Теория блюза в современном джазе». Книга была высоко оценена музыкальным критиком Альфредом Розенбергом, который писал в журнале «Jazz-Podium»:«Это лучшее и самое отточенное из того, что я когда-либо читал в джазово-аналитических трудах».

### Семья
Герцог Карл Грегор был женат на Марии Маргарет фон Гогенцоллерн (2 января 1928 — 4 августа 2006), дочери Франца Йозефа Гогенцоллерна-Эмдена и Марии Алисе Саксонской. Брак был бездетным.

### Смерть
Скончался 23 июля 2018 года в возрасте 85 лет в своём доме на вилле Зильбербург в Хехингене.